# Evelyn de Haan
Evelyn de Haan (augustus 1973) is een voormalig Nederlands langebaanschaatsster.
In 1992 en 1994 nam De Haan deel aan de NK Afstanden, op de 1000 en 3000 meter. 

## Records

### Persoonlijke records[2]
| Afstand    | Tijd    | Datum            | Baan       |
| ---------- | ------- | ---------------- | ---------- |
| 500 meter  | 43,20   | 6 februari 1994  | Haarlem    |
| 1000 meter | 1.26,90 | 23 februari 1990 | Heerenveen |
| 1500 meter | 2.15,88 | 14 maart 1991    | Heerenveen |
| 3000 meter | 4.44,25 | 23 februari 1992 | Heerenveen |
| 5000 meter | 8.15,45 | 12 maart 1992    | Heerenveen |